# Metophthalmus kanei
Metophthalmus kanei es una especie de coleóptero de la familia Latridiidae.

## Distribución geográfica
Habita en California (Estados Unidos).